# Katō Shūichi

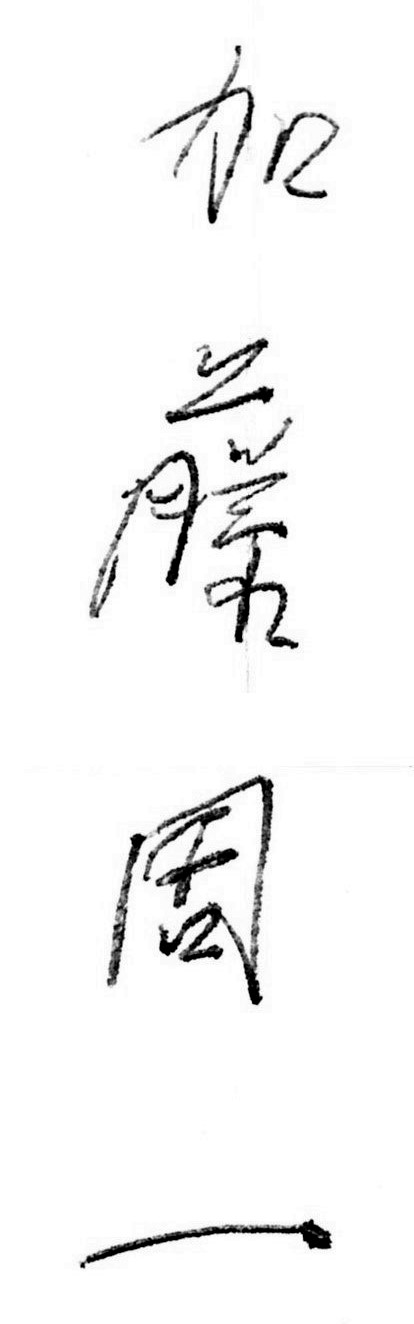
Signatur

Katō Shūichi (jap. 加藤 周一; * 19. September 1919 in Kaneō-machi, Shibuya-machi, Toyotama-gun (heute: Shibuya, Shibuya-ku), Präfektur Tokio; † 5. Dezember 2008 in Tokio) war ein japanischer Mediziner, Kultur- und Literaturwissenschaftler, Kritiker und Autor.

## Leben
Katō studierte an der renommierten Universität Tokio Medizin und wurde 1950 zum Dr. med. promoviert. Er forschte an mehreren internationalen Instituten und wandte sich schließlich der japanischen Kultur- und Literaturwissenschaft zu. Bis 1985 war er Professor dieses Faches an der Tokyoter Sophia-Universität und außerdem Gastdozent an der Berliner Freien Universität und der LMU München. Seine Schriften fanden weltweit Verbreitung.
Er besitzt Ehrendoktorwürden der Universitäten Bukarest, Venedig, Grenoble und seit 2001 der FU Berlin.
Nachdem er 1988 bereits eine Gastprofessur an der Ritsumeikan-Universität innehielt, wurde er 1992 Direktor des Museums für Weltfrieden (国際平和ミュージアム, Kokusai Heiwa Myūjiamu) der Universität.
1980 erhielt er für Nihon bungakushi josetsu (日本文学史序説, dt. Geschichte der japanischen Literatur ISBN 3-502-16481-9) den Osaragi-Jirō-Preis und 1994 den Asahi-Preis.

## Werke (Auswahl)
- ある晴れた日に (Aru hareta hi ni) 1949, An einem sonnigen Tag, eine Antikriegsgeschichte
- 雑種文化 (Zasshu bunka) 1956, eine Sammlung von Essays zur japanischen Kultur
- 羊の歌 (Hitsuji no uta) 1968, Gesang des Schafes[4] Autobiografie
- 称心独語 (Shōshin dokugo) 1972, eine Sammlung von Essays zur japanischen Kunst
- 日本文学史序説 (Nihon bungaku-shi josetsu) 1975, eine Einführung in die japanische Literatur
- 日本人とは何か (Nihonjin towa nanika), 1976, 2020 62., ergänzte Auflage, Überlegungen zum Japaner-Sein
- 夕陽妄語 (Sekiyō mōgo) 1987, ISBN 4-02-255699-4: Essays, die von 1984 bis 1986 in der Abendausgabe der Asahi Shimbun erschienen sind

- Geschichte der japanischen Literatur. Scherz 1990. ISBN 9783502164814
- Das klassische Japan (mit Hans W. Silvester und Detlef Foljanty). Ellert & Richter 1996. ISBN 9783892340744
- Schafsgesänge. Begegnungen mit Europa. Insel 1997. ISBN 9783458168423
- Närrische Gedanken am Abend: Essays zu japanischer Kultur, Politik und Zeitgeschichte. Iudicium 2001. ISBN 9783891290866